# Cecílie
Cecílie (častěji krátce Cecilie) je ženské křestní jméno latinského původu. Pochází ze slova caecus – „krátkozraký, slepý“.
V českém občanském kalendáři má svátek 22. listopadu.

## Zdrobněliny
Cecilka, Celie, Cilka, Cecil, Ceci, Cilda, Cilinka, Céca, Cili

## Statistické údaje

### Pro jméno Cecílie
Následující tabulka uvádí četnost jména v ČR a pořadí mezi ženskými jmény ve srovnání dvou roků, pro které jsou dostupné údaje MV ČR – lze z ní tedy vysledovat trend v užívání tohoto jména:
| Rok       | Četnost   | Pořadí    |
| 1999      | 154       | 474.      |
| 2002      | 133       | 503.      |
| Porovnání | o 21 méně | o 29 hůře |
| 2006      | 100       | 685.      |
| 2016      | 127       | 949.      |

Změna procentního zastoupení tohoto jména mezi žijícími ženami v ČR (tj. procentní změna se započítáním celkového úbytku žen v ČR za sledované tři roky 1999–2002) je –13,0%, což svědčí o poměrně značném poklesu obliby tohoto jména.

### Pro jméno Cecilie
| Rok       | Četnost    | Pořadí   |
| 1999      | 1555       | 191.     |
| 2002      | 1389       | 199.     |
| Porovnání | o 166 méně | o 8 hůře |
| 2006      | 1056       | 235.     |

Změna procentního zastoupení tohoto jména mezi žijícími ženami v ČR (tj. procentní změna se započítáním celkového úbytku žen v ČR za sledované tři roky 1999–2002) je –10,0%, což svědčí o poměrně značném poklesu obliby tohoto jména.

## Známé nositelky jmen
- Svatá Cecilie
- bl. Zdenka Cecília Schelingová, slovenská řeholnice a mučednice
- Cecilia Anderssonová – švédská lední hokejistka
- Cecilia Bartoli – italská mezzosopranistka
- Cécilia Berderová – francouzská sportovní šermířka
- Cecilia Blancová – reprezentantka Španělska v judu
- Cecilia Sophia Anna Maria Kalogeropoulosová, řecká sopranistka
- Cecilia Lundqvist – švédská výtvarnice
- Cecilia Malmströmová – švédská a evropská politička
- Cecilia Payne – anglická astronomka
- Cecilia Renata – královna polská
- Cecilia Taitová – peruánská politička
- Cecilie Bádenská, ruská velkokněžna
- Cecílie Francouzská, kněžna z Antiochie a hraběnka z Tripolisu
- Cecílie Johansdotter, královna Švédska
- Cecilie Løveidová, norská lyrička, prozaička, autorka dětských knih
- Cecílie Meklenbursko-Zvěřínská, německá císařovna a pruská královna
- Cecílie Nevillová, vévodkyně z Yorku
- Cecílie Renata Habsburská, polská královna a litevská velkokněžna
- Cecilie Strádalová, česká operní pěvkyně – koloraturní sopranistka
- Cecílie Waldecko-Pyrmontská, kněžna Waldecko-Pyrmontská
- Cecílie z Baux, savojská hraběnka
- Cecilie Michalová (1914-1965)[1], komunistická ideoložka[2]

## Fiktivní postavy
- Cecilka – fiktivní postava v trilogii Slunce, seno, jahody, Slunce, seno a pár facek a Slunce, seno, erotika
- Cilka - fiktivní postava v knize Stačí mávnout křídly